# 嘉興專區
嘉兴专区，中华人民共和国浙江省已撤销的专区，在今浙江省北部。

## 历史
1949年置，专员公署驻嘉兴市。辖嘉兴、湖州2市及嘉兴、平湖、桐乡、海宁、崇德、嘉善、吴兴、长兴、德清、海盐10县。
1953年，原临安专区所属临安、余杭、孝丰、武康、於潜、安吉、昌化7县划入嘉兴专区；嘉兴、湖州2市改由省直辖。1954年，将於潜、昌化2县划归建德专区。嘉兴专区辖15县。
1957年，将临安、余杭2县划归建德专区。1958年，原由省直辖的嘉兴、湖州2市及原建德专区所属临安、昌化2县划入嘉兴专区；专区辖县调整如下：
1. 撤销嘉善县，并入嘉兴县；
2. 撤销海盐县，并入平湖、海宁2县；
3. 撤销武康县，并入德清县；
4. 撤销孝丰县，并入安吉县；
5. 撤销崇德县，并入桐乡县。

调整后，嘉兴专区辖2市、10县。
1959年，专员公署驻地由嘉兴市迁至湖州市。1960年，撤销昌化县，并入临安县；将临安县划归杭州市。专区辖2市、8县。
1961年，恢复嘉善、海盐2县。1962年，撤销嘉兴市，并入嘉兴县；撤销湖州市，并入吴兴县。专区辖10县。
1973年，撤销嘉兴专区，改置嘉兴地区。1983年10月，撤地建市建湖州、嘉兴两个省辖市。